# Gorgias
Gorgias, Γοργίας, född ca 483 f.Kr. i Leontini, Sicilien, död ca 375 f.Kr. i Larissa, var en grekisk filosof, sofist och retoriker. Gorgias var en framstående filosof under den grekiska sofistiska rörelsen. Han sägs ha blivit 108 år gammal.

## Liv
Gorgias härstammade från den grekiskan kolonin Leontini på Sicilien. Leontini var känt som "hemmet för spartansk retorik". Gorgias far hette Charmantides och hans bror Herodicius. Gorgias begav sig till Aten som politisk ambassadör vid 60 års ålder år 427 f.Kr. för att be om atenskt skydd mot Syracusa, en stad på Sicilien. Efter uppdragets slut reste han genom Grekland som lärare i retorik. Gorgias bosatte sig därefter i Aten, mycket tack vare sin popularitet som retoriker. Han sägs även ha varit elev hos Empedokles och själv haft bland annat Isokrates och Perikles som studenter hos sig.

## Gorgiansk retorik
Enligt gorgiansk retorik ligger tron i att språket har potential att ge vilket intryck som helst och att ord har möjligheten att ”droga och förtrolla”. Med denna utgångspunkt är språket mer än en uppsättning av symboler och istället någonting självständigt och obundet. Gorgiansk retorik pekade på det faktum att språket kan utformas för att passa särskilda ändamål. Liksom andra sofister som Protagoras och Producus var Gorgias mycket intresserad av ordens betydelse samt hur man kan förmedla sanningen, eller vad som är sannolikt. Gorgias valde gärna att argumentera i underläge, och alla hans kvarvarande verk försvarar positioner som är impopulära och till och med absurda. Gorgias har kallats för den erkände mästaren av antitetiska uttryck. Hans retorik framgår ofta genom en tes tillsammans med sin antites. Denna användning av upprepningar och kontraster på ett konstfullt sätt har lett till att figurer som paranomasi, anadiplosis, isocolon och framför allt antites har kallats för gorgianska figurer.

## Teori
Gorgias främsta filosofiska bidrag finns i avhandlingen Om det som inte är eller Om naturen  som presenterar och förvarar hans teori. 
1. För det första, att inget är;
2. för det andra, att även om något är, så är det obegripligt för människan;
3. för det tredje, att även om det är begripligt, så kan det i alla fall inte meddelas och förklaras till någon annan.

Om det som inte är eller Om naturen är troligtvis den äldsta av Gorgias texter. Originalet sägs ha framförts på Olympiska Spelen ca 444 före vår tideräkning, men originalet finns inte bevarat. Det som vi idag refererar till är alltså med största sannolikhet återskapningar av tidigare återskapningar. On Not-Being or On Nature, ofta kallat Gorgias traktat, har resulterat i många motsägelsefulla tolkningar i modern tid. De olika tolkningarna kan kategoriseras inom två olika skolor: retorik eller filosofi. 
Förespråkarna för den retoriska skolan menar att traktatet är tomt på filosofisk betydelse. De menar att traktatet parodierar både filosofer och den eleatiska skolan, som menade att varat är en universell enhet. Att "inget är" skulle du vara en motsats till att "allting är". Vidare menar de att syftet med texten troligtvis var att visa att filosofiska analyser är oanvändbara. I motsats till detta står de som menar att traktatet inte alls är humoristiskt eller ska ses som en parodi. Enligt förespråkarna för den filosofiska tolkningen är argumenten i traktatet så svåra att förstå att det aldrig skulle ha roat en publik. Med detta som utgångspunkt betraktar de därför traktatet ur ett filosofiskt perspektiv. Men eftersom striden mellan filosofin och retoriken inte fanns när Gorgias skrev sin Trakta är det istället troligt att Gorgias var influerad av Parmenides Poem, Om naturen eller om det varande, och den eleatistiska skolan. Gorgias hävdar motsatsen till vad Parmenides hävdat och omkastar därmed det som Parmenides påstått om varat. Traktatet blir därmed en kritik av ontologin. 
Med detta som bakgrund finns det två olika utgångspunkter för att tolka Gorgias traktat: den existentiella och den predikativa. Genom att läsa verbet vara, på grekiska einai, som en homonym får Gorgias traktat en existentiell tolkning, vilken i sin tur har tre olika tolkningar. Ett alternativ till tolkning är att tolka texten bokstavligt, som att ingenting finns. Denna tolkning förekommer ofta bland de som antar att traktatet skrevs som ett skämt eller parodi. Av de olika tolkningarna har denna varit minst accepterad de senaste 50 åren. De två andra tolkningarna utgår från funktionen E. xE är sanningsvärdet för påståendet ”x existerar” och x det föremål som undersöks, och de båda tolkningarna problematiserar x respektive E. Notera att det är den eleatiska skolans definition av existens som Gorgias tros använda i sitt argument.
De existentiella tolkningarna har fått kritik av bland andra George Kerferd. Kerferd har varit inflytelserik vad gäller den predikativa tolkningen av traktatet vilken menar att verbet att vara aldrig kan användas utan motsägelser. Enligt en predikativ tolkning behandlar Gorgias traktat inte existens utan frågan i vilken utsträckning att "vara" kan användas utan att det blir just motsägelsefullt.

## Retoriska verk
Endast två av Gorgias verk har bevarats. Lovtalet till Sköna Helena; Economium on Helen (Ελένης Εγκώμιον) samt försvarstalet; The Defense of Palamedes (Υπέρ Παλαμήδους απολογία). I Economium on Helen ursäktar Gorgias Helena för att hon ger efter för Paris. Han menar att ord kan vara väldigt kraftfulla och jämför språkets makt med magi och droger. Även två av hans andra verk; On Being och Funeral Oration finns bevarade genom sammanfattningar skrivna av andra. 

## Platons Gorgias
Gorgias beskrivs i en dialog av Platon, Gorgias, som pretentiös och naiv trots hans erfarenhet och rikedom. Platons kritik mot Gorgias är dock sällan riktad direkt mot Gorgias eller hans retorik. Platons manifest ses snarare som en kritik mot Gorgias och sofisternas syn på världen.